# Ernst Lommatzsch
Ernst Otto Franz Lommatzsch (* 18. August 1871 in Erlebach; † 5. April 1949 in Marburg) war ein deutscher Klassischer Philologe.

## Leben
Nach Studium in Jena und Bonn wurde der Sohn eines Kaufmanns 1895 in Bonn mit einer Arbeit über Juvenal promoviert und legte im selben Jahr auch das Staatsexamen für das Lehramt ab. 1898/99 hielt er sich mit dem Reisestipendium des Deutschen Archäologischen Instituts in Italien und Griechenland auf und war anschließend bis Oktober 1900 als Assistent am Thesaurus Linguae Latinae in München tätig. Während seiner Zeit als Assistent am Philologischen Seminar der Universität Freiburg von 1900 bis 1905 habilitierte sich Lommatzsch dort 1901. Von 1905 bis 1912 war er Generalredaktor des Thesaurus Linguae Latinae, ab 1908 zugleich Honorarprofessor an der Münchener Universität.
1912 wurde Lommatzsch als ordentlicher Professor für Latinistik (Nachfolger Friedrich Münzers) an die Universität Basel berufen, im folgenden Jahr an die Universität Greifswald. Seine Tätigkeit dort wurde vom Kriegsdienst (1914 bis 1917) unterbrochen. 1922 wechselte Lommatzsch an die Universität Marburg, wo er 1925/1926 Rektor der Universität war und 1936 emeritiert wurde. Im Jahr der „Machtergreifung“ der Nationalsozialisten unterzeichnete er am 11. November 1933 das Bekenntnis der deutschen Professoren zu Adolf Hitler.
Lommatzsch beschäftigte sich in seiner Forschung u. a. mit der Mulomedicina des Vegetius (Edition 1905) und lateinischen Satirikern (Quaestiones Iuuenalianae, 1893). Für das Corpus Inscriptionum Latinarum gab er die Inschriften aus der Zeit der römischen Republik heraus. Zu Franz Büchelers Sammlung der lateinischen Versinschriften (Carmina Latina epigraphica, CLE) fasste er 1926 zahlreiche Neufunde zu einem Supplementband zusammen.